# Tordenskjold (Schiff, 1880)
Das dänische Küstenpanzerschiff Tordenskjold entstand wegen des Fehlens ausreichender Haushaltsmittel als ein großes gepanzertes Kanonenboot. Wegen der starken eigenen Torpedobewaffnung und der Möglichkeit, zwei kleine Torpedoboote mitzuführen, wurde es anfangs als „torpedoskib“ (Torpedoschiff) bezeichnet und erst 1885 zum „panserskib“ (Panzerschiff) umklassifiziert.
Die Tordenskjold war das erste Schiff der dänischen Marine, das überwiegend aus Stahl gebaut war und das eine elektrische Beleuchtung aufwies. Das Kaliber ihrer 35,5-cm-Bugkanone war das größte, das je auf einem skandinavischen Kriegsschiff zum Einsatz kam.
Benannt war das Küstenpanzerschiff nach dem norwegisch-dänischen Seehelden Peter Wessel Tordenskjold (1690–1720, zuletzt Vizeadmiral), dessen Namen zuvor schon eine von 1854 bis 1872 in Dienst befindliche Fregatte von 1453 t getragen hatte.

## Baugeschichte

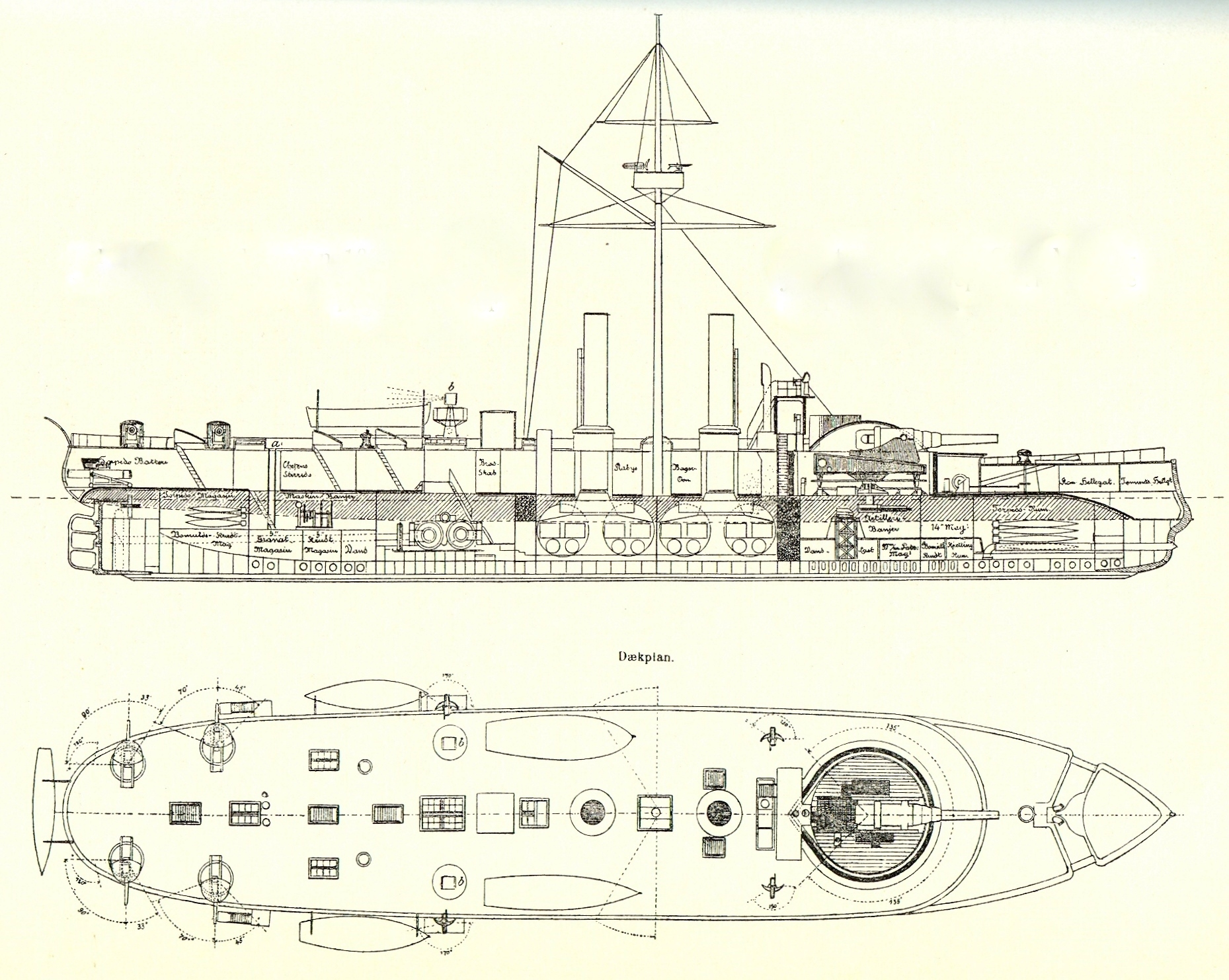
Plan der Tordenskjold

Die dänische Marine plante 1877 eine verbesserte Version ihres noch im Bau befindlichen Panzerschiffes Helgoland von 5480 t. Die Mittel im Haushalt der Jahre 1878–1879 reichten jedoch nur für ein gepanzertes Kanonenboot und so wurde die Tordenskjold nicht einmal halb so groß so groß wie die Helgoland. Ihre Panzerung beschränkte sich auf ein Panzerdeck und den Schutz der Hauptwaffe. Diese war bei einem Kaliber von 35,5 cm der größte Hinterlader, den ein Kriegsschiff in Skandinavien je hatte. Die von Krupp gelieferte Kanone war 8,9 m lang und hatte den Spitznamen „Langer Tom“. Die schwere Kanone konnte allerdings nur einmal in 10 Minuten feuern und erschütterte dann das ganze Schiff. Mit einer Hydraulik wurde die Kanone bewegt und gerichtet sowie die Munition aus dem Magazin zur Waffe transportiert, so dass die Bedienung auf 16 Mann reduziert werden konnte. Die Helgoland benötigte für die Bedienung ihrer 30,5-cm-Kanone noch 19 Mann. Die Reichweite der 35,5-cm-Krupp-Kanone betrug 9000 m.
Die vier 12-cm-Geschütze auf dem Achterdeck konnten alle zwei Minuten feuern. Sie waren ursprünglich ungeschützt, bekamen aber 1889 Stahl-Schutzschilde. Die Tordenskjold konnte zwei kleine Torpedoboote 2. Klasse von 15 t mit sich führen, die als Nummer 4 und 5 bezeichnet wurden. Diese von Thornycroft gelieferten Boote und die vier eigenen Torpedorohre der Tordenskjold führten zu der anfänglichen Klassifizierung als „Torpedoschiff“.
Die kleinen Thornycroft-Boote von 18,8 m Länge liefen 15,6 kn und waren mit zwei Torpedorohren und einer Revolverkanone bewaffnet. Am 18. Dezember 1885 wurde die Tordenskjold den Panzerschiffen zugewiesen; die kleinen Torpedoboote wurden von da an nicht mehr mitgeführt. Sie blieben aber bis 1898 (Verlust N°5 durch Kollision) bzw. 1911 im Dienst. 

## Einsatzgeschichte

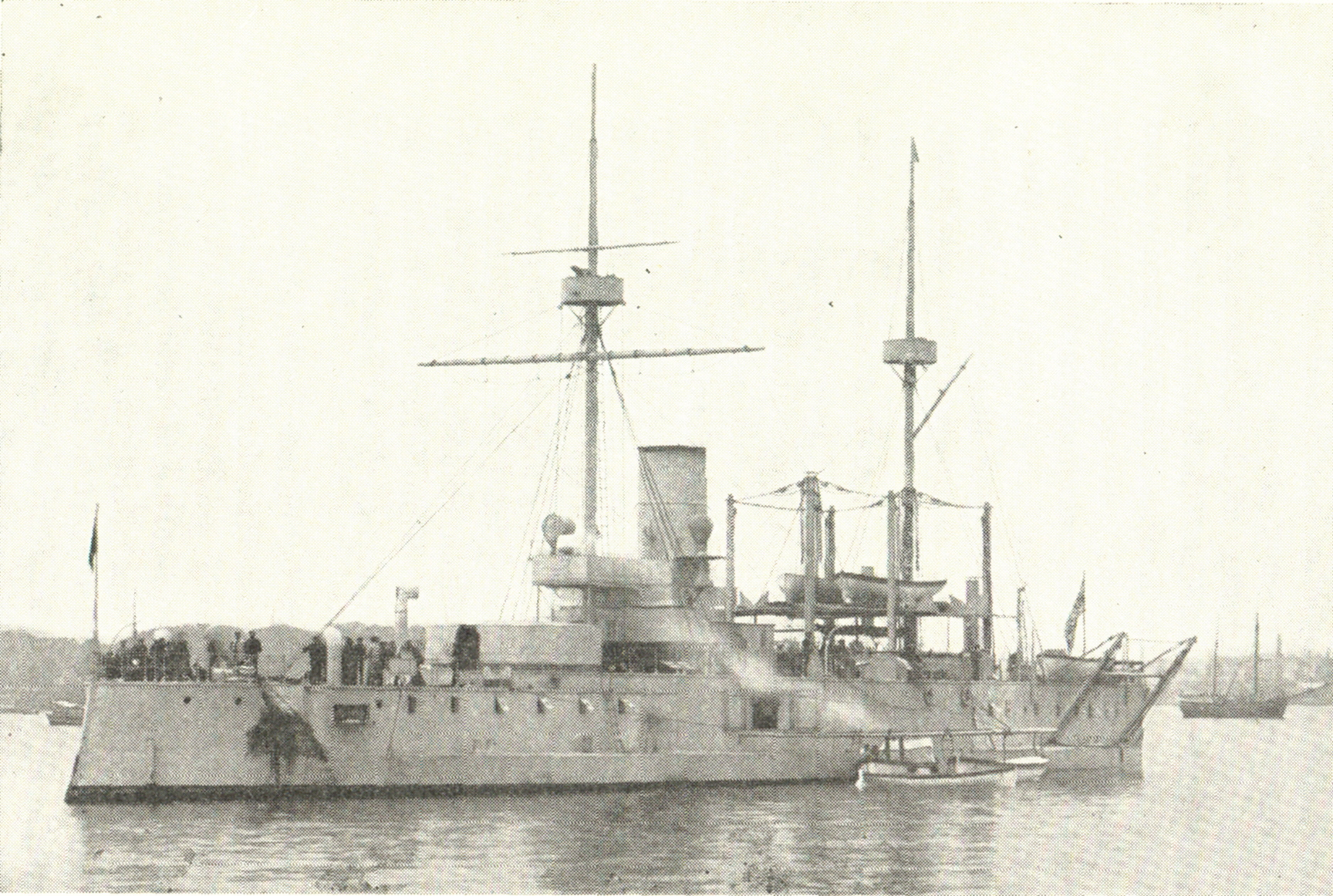
Dänisches Panzerschiff Helgoland

Während der Dienstzeit der Tordenskjold waren die dänische Marineeinheiten in der Regel nur im Sommer in Dienst, was auch für die Marineeinheiten anderen Nationen zumindest zu einem hohen Teil galt.
1882, 1883 und 1884 nahm das Schiff an den sommerlichen Geschwaderübungen mit seinen Torpedobooten teil. Ab 1885 wurde auf deren Mitführung verzichtet und sie wurden als kleine Verkehrsboote eingesetzt. Die Tordenskjold gehörte auch 1887, 1891, 1894 zur Manöverflotte und nahm an Besuchen in Deutschland und Russland teil. Während der Einsatzzeit im Jahre 1897 führte das Schiff zusammen mit der Helgoland und den vier Torpedobooten der Støren-Klasse im September einen Besuch in Stockholm anlässlich des 25-jährigen Regierungsjubiläums des schwedischen Königs Oscar II. durch. Nach einer Überholung kam die Tordenskjold 1899 erneut zum Einsatz und dann letztmals vom 20. Juli bis zum 28. September 1901.
Am 14. Mai 1908 wurde das in Reserve befindliche Schiff zum Abwracken nach Stettin verkauft.

## Die folgenden dänischen Küstenpanzerschiffe
| Name           | Stapellauf        | Verdrängung | Geschwindigkeit | Hauptbewaffnung |
| -------------- | ----------------- | ----------- | --------------- | --------------- |
| Iver Hvitfeldt | 14. April 1886    | 3.478 t     | 15,1 kn         | 2 × 26 cm L/35  |
| Skjold         | 8. Mai 1896       | 2.195 t     | 13,4 kn         | 1 × 24 cm L/40  |
| Herluf Trolle  | 2. September 1899 | 3.505 t     | 15,6 kn         | 2 × 24 cm L/40  |
| Olfert Fischer | 9. Mai 1903       | 3.650 t     | 15,8 kn         | 2 × 24 cm L/43  |
| Peder Skram    | 2. Mai 1908       | 3.735 t     | 16,0 kn         | 2 × 24 cm L/43  |

## Erneute Namensverwendung

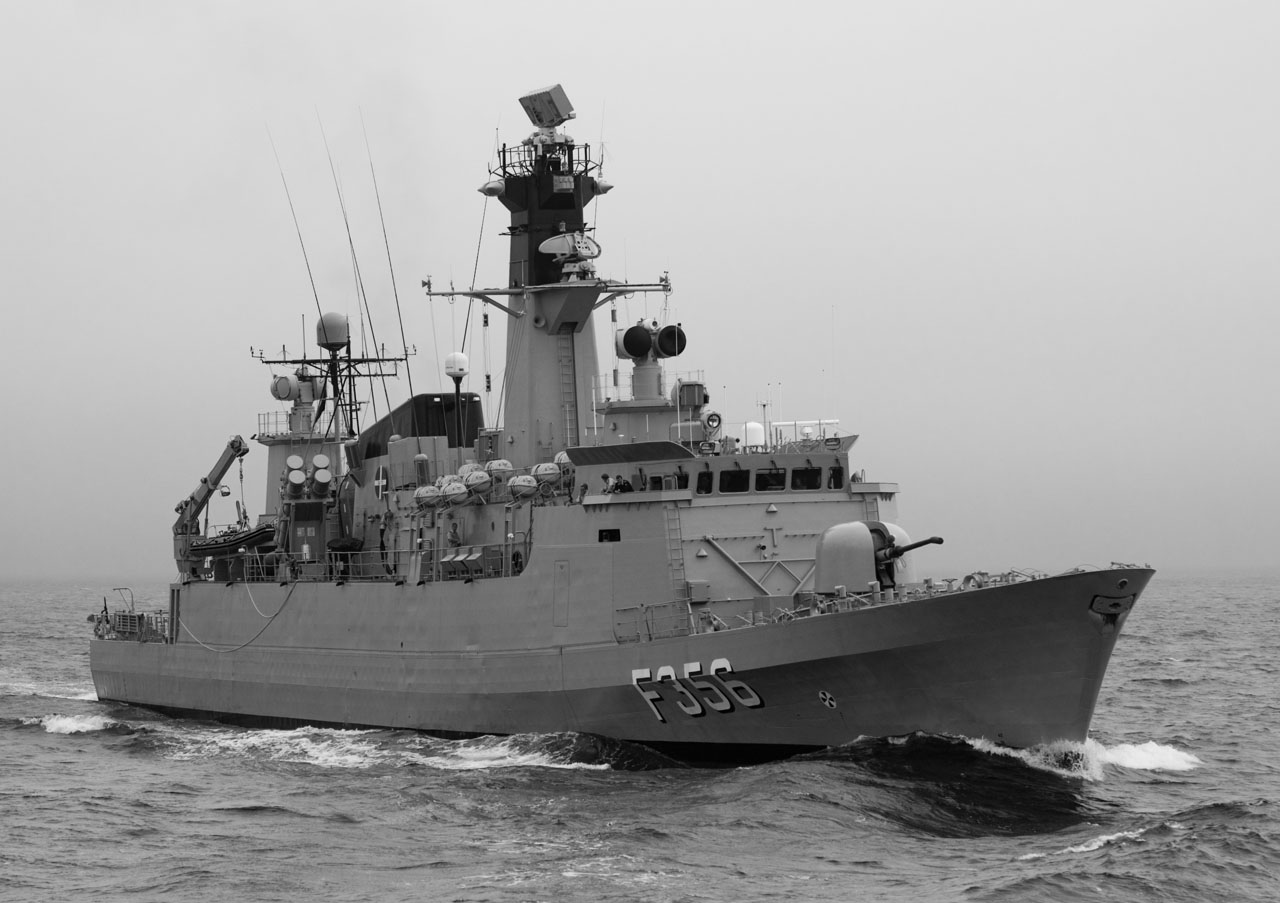
Die Korvette Peter Tordenskiold

Ab 1978 erhielt die dänische Marine drei Korvetten der Niels-Juel-Klasse (1320 ts), darunter 1982 als drittes Schiff die Peter Tordenskiold (F 354). Die drei Korvetten wurden 2009 außer Dienst gestellt.